# Antilopenziesel
Die Antilopenziesel (Ammospermophilus) sind eine Gattung der Erdhörnchen. Sie sehen den Zieseln sehr ähnlich und wurden lange zur selben Gattung gezählt. Die Auffassung, dass sie eine eigenständige Gattung stellen sollten, wird durch mehrere molekulargenetische Untersuchungen unterstützt.

## Merkmale
Mit einer Kopfrumpflänge von 14 bis 16 cm, einem 6 bis 9 cm langen Schwanz und einem Gewicht von 100 bis 140 g sind Antilopenziesel noch kleiner und zierlicher als echte Ziesel. Sie sind in je nach Art unterschiedlichen Brauntönen gefärbt. Für alle Arten ist je ein weißer Längsstreifen kennzeichnend, der an beiden Körperseiten zu sehen ist.

## Verbreitung und Lebensraum

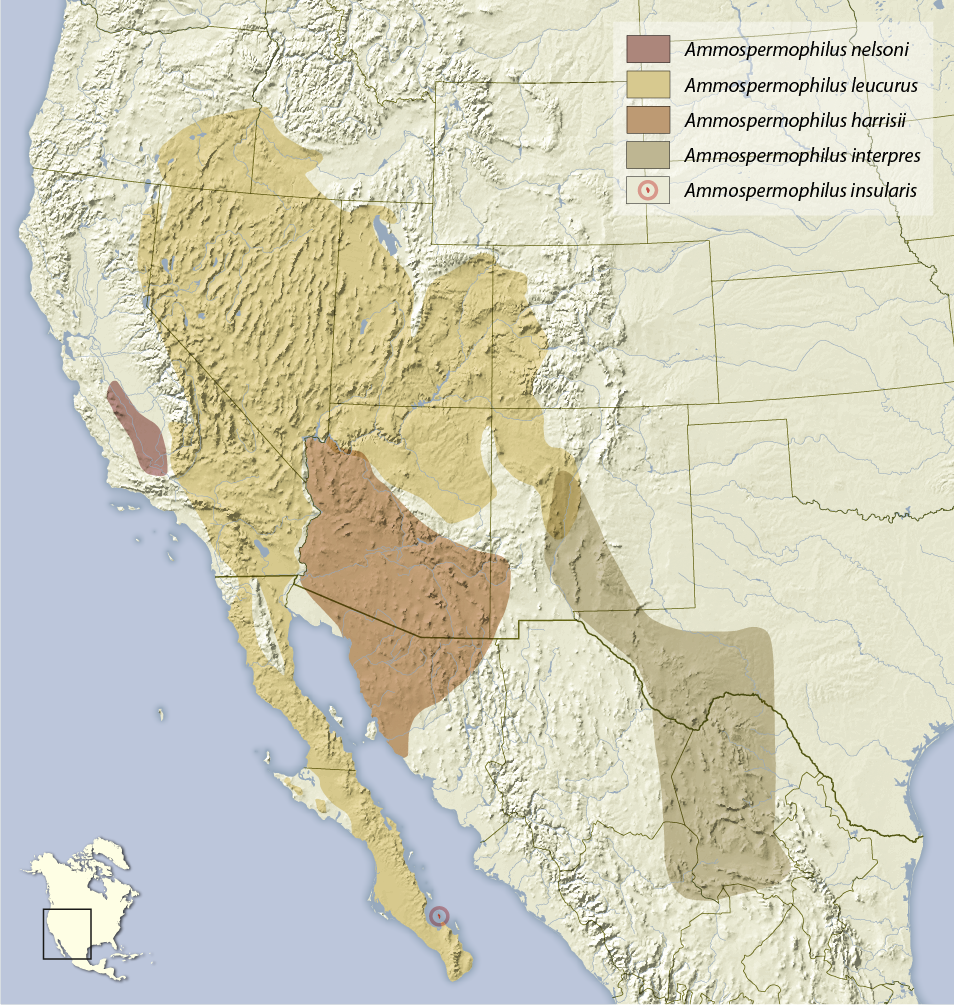
Verbreitungsgebiete der Antilopenziesel

Das Habitat sind aride Gegenden im Südwesten Nordamerikas. Dies sind Wüsten, Halbwüsten und Ebenen mit wenig Grasbewuchs. Während eine Art nördlich bis nach Oregon vorkommt, konzentriert sich das Verbreitungsgebiet der anderen Arten in Kalifornien, New Mexico, Texas, Arizona sowie im nordwestlichen Mexiko.

## Lebensweise
Antilopenziesel bauen sich Gänge, in denen sie sich nachts verbergen. Tagsüber kommen sie hervor und suchen nach Samen, Früchten und Wurzeln, ausnahmsweise auch nach Insekten und Aas. Oft wird Nahrung in den Backentaschen verstaut und in den Bau gebracht.
Die Kolonien der Antilopenziesel umfassen sechs bis acht Tiere, die in einer strengen Hierarchie zusammenleben. Ihre Jungen bekommen die Weibchen nach einer Tragzeit von 30 Tagen. Die Größe des Wurfs schwankt zwischen fünf und vierzehn. Die Lebenserwartung ist gering. Wegen der Vielzahl an Fressfeinden (u. a. Greifvögel, Kitfüchse, Rotluchse, Kojoten, Silberdachse und Klapperschlangen) werden wenige Antilopenziesel älter als ein Jahr. In Gefangenschaft können sie aber bis zu sechs Jahre alt werden.
Die Tiere besitzen einen besonderen Mechanismus zur Thermoregulation der es ihnen ermöglicht auch an sehr heißen Tagen außerhalb ihrer Höhlen nach Nahrung zu suchen. Sie wechseln ungefähr stündlich zwischen der heißen Wüstenumgebung und ihrem Höhlenbau. In ihren, relativ zur Umgebung, kühlen Höhlen geben sie die in ihrem Körper gespeicherte Hitze wieder ab. Dadurch sparen sie sich andere metabolisch aufwendigere Mechanismen zur Thermoregulation.

## Systematik
Die Antilopenziesel sind eine Gattung der Hörnchen, wo sie den Erdhörnchen (Xerinae) und darin den Echten Erdhörnchen (Xerini) zugeordnet werden. Die wissenschaftliche Erstbeschreibung der Gattung erfolgte durch Clinton Hart Merriam im Jahr 1892.
Sie wurden 2004 in einer molekularbiologischen Untersuchung als monophyletische Gruppe bestätigt und gemeinsam mit der Gattung Notocitellus als Schwestergruppe der gesamten Marmotini identifiziert.
Es werden fünf Arten unterschieden, die einander alle sehr ähnlich sind:
- Harris-Antilopenziesel (Ammospermophilus harrisii), Arizona, Sonora
- Weißschwanz-Antilopenziesel (Ammospermophilus leucurus), westl. Nordamerika
- Texas-Antilopenziesel (Ammospermophilus interpres), Texas, New Mexico, Coahuila, Chihuahua, Durango
- Espiritu-Santo-Antilopenziesel (Ammospermophilus insularis), Isla Espíritu Santo (Insel vor der Küste Niederkaliforniens)
- Nelson-Antilopenziesel (Ammospermophilus nelsoni), Zentral-Kalifornien

## Sonstiges
Der Nelson-Antilopenziesel wird von der IUCN als bedroht geführt. Sein Verbreitungsgebiet umfasst nur 3900 km² und ist durch landwirtschaftliche Erschließung, ausgelegtes Rattengift sowie Öl- und Erdgasfelder gefährdet. Die anderen vier Arten gelten nicht als gefährdet. Obwohl sie nicht übermäßig häufig sind, gehören sie in den Wüsten Nordamerikas doch zu den Tieren, die man als aufmerksamer Beobachter kaum übersehen kann.
Der Name „Antilopenziesel“ stellt eine Beziehung zum Gabelbock her, der in den USA als antelope bekannt ist. Dieser zeigt auf der Flucht seinen weißen Schwanz, ebenso wie die Antilopenziesel.